# جیس الکساندر
جیس الکساندر (به انگلیسی: Jace Alexander) (زاده ۷ آوریل ۱۹۶۴) بازیگر آمریکایی است.
از فیلم‌های معروف او می‌توان به بازی در فیلم معشوقه، عشق و ای ۴۵، شهر امید و هشت مرد بیرونی اشاره کرد.